# Tarkus

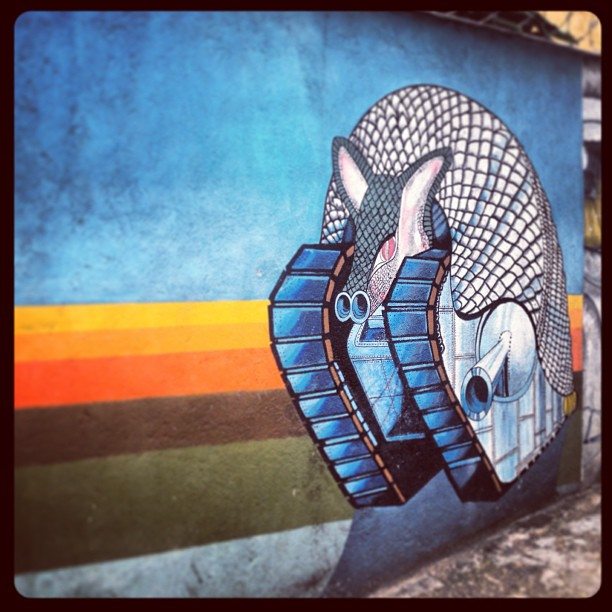
Graffito a Tarkus lemezborítójának motívumával São Pauloban.

A Tarkus az Emerson, Lake & Palmer második nagylemeze, amely 1971. június 14-én jelent meg. A brit albumlistán az 1., Amerikában a 9. helyezést érte el. Szerepel az 1001 lemez, amit hallanod kell, mielőtt meghalsz című könyvben.
Maga a “Tarkus” valószínűleg a borítón látható gép-állat hibrid. A belső borítón egy képsorozat látható a tatu-tank hibrid és más hasonló teremtmény harcáról, mígnem egy mantikór legyőzi Tarkust. Tarkus ezután Aquatarkus-ként tér vissza, mely a szárazföldinek egy vízalatti változata. Később a zenekar kiadójának nevéül a Manticore Recordsot választotta.
Mivel az album címadó dala az első oldalt teljesen elfoglaló többtételes mű, sokan konceptalbumnak tartják, bár a második oldal dalai nem kapcsolódnak a témához.
A "Battlefield" című részben hallható Greg Lake kevés gitárszólójának egyike. Ennek a résznek a koncertváltozatain Lake a King Crimson Epitaph című dalából énekelt egy részt.
Az album utolsó dalát, az Are You Ready Eddy?-t hangmérnöküknek, Eddie Offordnak írták.
1993-ban megjelent az album digitálisan felújított változata, amelyet az Egyesült Királyságban a Victory Records, az USA-ban pedig a Rhino Records adott ki.

## Az album dalai
Az összes dalszöveg szerzője Greg Lake. 
| 1. | Tarkus - Eruption (Emerson) – 2:43 - Stones of Years (Emerson, Lake) – 3:43 - Iconoclast (Emerson) – 1:16 - Mass (Emerson, Lake) – 3:09 - Manticore (Emerson) – 1:49 - Battlefield (Lake) – 3:57 - Aquatarkus (Emerson) – 3:54 | Keith Emerson, Greg Lake | 20:40 |

| Második oldal | Második oldal               | Második oldal         | Második oldal | Második oldal | Második oldal | Második oldal | Második oldal | Második oldal | Második oldal |
|               | Cím                         | Szerző(k)             | Hossz         |               |               |               |               |               |               |
| ------------- | --------------------------- | --------------------- | ------------- | ------------- | ------------- | ------------- | ------------- | ------------- | ------------- |
| 2.            | Jeremy Bender               | Emerson, Lake         | 1:41          |               |               |               |               |               |               |
| 3.            | Bitches Crystal             | Emerson, Lake         | 3:54          |               |               |               |               |               |               |
| 4.            | The Only Way (Hymn)         | Emerson, Lake         | 3:50          |               |               |               |               |               |               |
| 5.            | Infinite Space (Conclusion) | Emerson, Carl Palmer  | 3:18          |               |               |               |               |               |               |
| 6.            | A Time and a Place          | Emerson, Lake, Palmer | 3:00          |               |               |               |               |               |               |
| 7.            | Are You Ready, Eddy?        | Emerson, Lake, Palmer | 2:09          |               |               |               |               |               |               |
| 38:55         |                             |                       |               |               |               |               |               |               |               |

| 8. | Prelude and Fugue | Friedrich Gulda, Keith Emerson | 3:17 |

## Közreműködtek

### Együttes
- Keith Emerson – orgona, szintetizátor, zongora, cseleszta, Hammond orgona, Moog szintetizátor
- Greg Lake – ének, basszusgitár, akusztikus- és elektromos gitár
- Carl Palmer – dob, ütőhangszerek

### Produkció
- Eddie Offord – hangmérnök
- Zal Schreiber – keverés
- William Neal – rajzok
- Emerson, Lake & Palmer – művészeti vezetők
- Greg Lake – producer

## Fordítás
Ez a szócikk részben vagy egészben  a   Tarkus című angol Wikipédia-szócikk fordításán alapul.  Az eredeti cikk szerkesztőit annak laptörténete sorolja fel. Ez a jelzés csupán a megfogalmazás eredetét és a szerzői jogokat jelzi, nem szolgál a cikkben szereplő információk forrásmegjelöléseként.